# 전기 선속
전기 선속(電氣線束, electric flux) 또는 전기 다발은 어떤 가상의 곡면에 작용하는 총 전기력을 나타내는 물리량이며, 곡면의 넓이와 곡면에 대하여 수직인 전기장 성분의 곱이다. 즉, 자기 선속과 유사하나, 전기장에 대한 값이다. 그 국제 단위는 볼트 미터(V · m)이고, 통상적인 기호는 {\displaystyle \Phi _{\text{E}}}이다.

## 정의
전기장 {\displaystyle \mathbf {E} }가 있는 공간 상의 곡면 {\displaystyle S}와 그 둘레를 이루는 폐곡선 {\displaystyle C}를 생각하자. {\displaystyle S}의 무한소 면적 요소 {\displaystyle dS}에 대하여 수직인 단위 벡터를 n이라고 하자. 그렇다면 곡면 {\displaystyle S}를 지나는 전기 선속 {\displaystyle \Phi _{\text{E}}}는 다음과 같은 적분의 값이다.
{\displaystyle \Phi _{\text{E}}=\int _{C}\mathbf {E} \cdot \mathbf {n} \;dS}.
전기 선속은 넓이와 전기장의 곱이므로, 그 단위는 넓이의 단위와 전기장의 단위의 곱이다. 국제단위계에서는 전기장의 단위가 볼트 매 미터 (V/m)이므로, 전기 선속의 국제 단위는 다음과 같다.
1 볼트 미터 = 1 제곱 미터 × 1 볼트 매 미터.

## 같이 보기
- 자기 선속